# Preußische T 12
Die Gattung T 12 war eine Personenzug-Tenderlokomotive der Preußischen Staatseisenbahnen. Bei den Lokomotiven handelt es sich um die Heißdampf-Ausführung der T 11.

## Geschichte

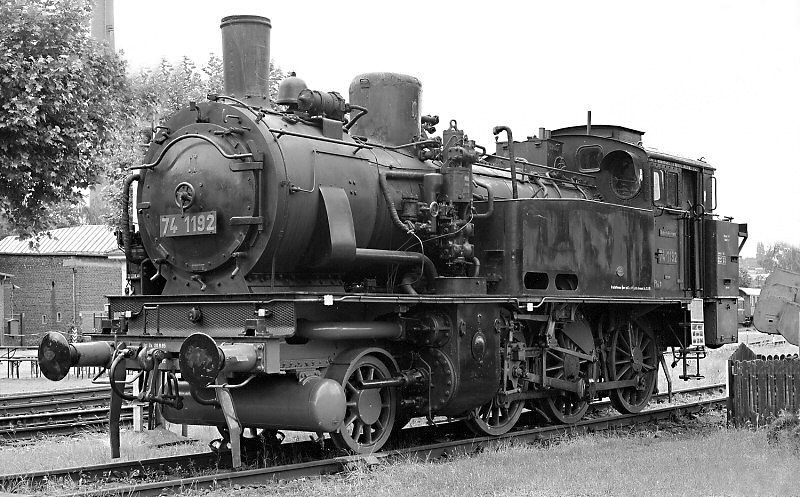
74 1192 im Eisenbahnmuseum Bochum (2004)

Obwohl die Baureihe bereits seit dem Jahre 1902 in vier Versuchsexemplaren (mit Rauchkammer- anstelle des späteren Rauchrohrüberhitzers) und damit noch vor der T 11 zur Verfügung stand, begann die Serienproduktion erst im Jahr 1905. Neben der Preußischen Staatsbahn erwarben unter anderem auch die Reichseisenbahnen in Elsaß-Lothringen (25 Stück), die Lübeck-Büchener Eisenbahn und die Halberstadt-Blankenburger Eisenbahn Lokomotiven dieses Typs.
Haupteinsatzgebiet der T 12 war der Verkehr auf der Berliner Stadt-, Ring- und Vorortbahn, dem Vorläufer der elektrischen S-Bahn. Bis zu 500 Loks waren in Berlin eingesetzt. Die Maschinen mussten, damit akzeptable Durchschnittsgeschwindigkeiten erreicht wurden, die im Nahverkehr rund 250 t und auf den Vorortstrecken rund 300 t schweren Abteilwagenzüge aufgrund der teilweise recht geringen Bahnhofsabstände schnell beschleunigen können. Die T 12 erwies sich in beiden Fahrtrichtungen als diesbezüglich leistungsfähige und spurtstarke Lokomotive. Im Jahr 1921 wurden von Borsig noch einmal 40 Lokomotiven nachgebaut, weil die Bestandsgröße noch nicht ausreichend war. Die schnelle Erschöpfung der Kesselreserve durch das leistungsfähige Triebwerk der Maschinen wurde beim Verkehr auf der Stadtbahn durch die zahlreichen Auslauf- und Aufenthaltszeiten wett gemacht. Nach der Elektrifizierung des größten Teils der S-Bahn-Strecken zwischen 1924 und 1929 kamen die Lokomotiven im Rangierdienst oder im Personen- oder Güterzugdienst auf kurzen Strecken zum Einsatz, da die Baureihe aufgrund der bereits genannten raschen Kesselerschöpfung bei hoher Leistungsabgabe sowie auch aufgrund der knappen Wasservorräte für längere Strecken wenig geeignet war.
Nach dem Ende des Ersten Weltkriegs gelangten zwölf Maschinen in Polen sowie weitere sechs in der Freien Stadt Danzig zur PKP und wurden als Baureihe OKi2 bezeichnet. Bis 1925 wurden insgesamt 27 Exemplare der T 12 an Belgien abgegeben. Die nach Frankreich gelangten Lokomotiven wurden bei der NORD eingesetzt.
1925 übernahm die Reichsbahn 899 Exemplare als Baureihe 74.4–13 mit den Nummern 74 401 bis 74 1300 mit Ausnahme der 74 544. Die Lokomotive, für die diese Nummer vorgesehen war, musste an Belgien abgegeben werden. Die Lokomotiven mit den Nummern 74 784–786 und 74 1254 stammten ursprünglich von den Reichseisenbahnen in Elsaß-Lothringen. Zehn Lokomotiven mit den Nummern 74 1301 bis 74 1310 wurden von den Eisenbahnen des Saargebietes übernommen.

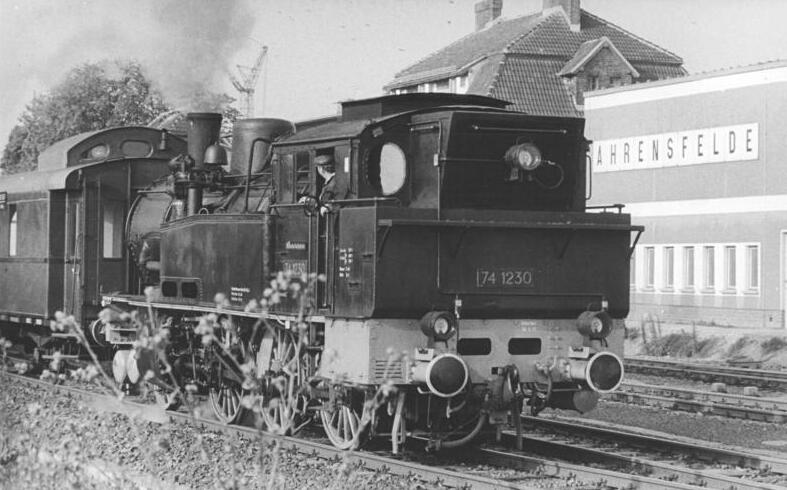
74 1230 in Ahrensfelde (August 1986)

Weitere elf Stück mit den Nummern 74 1311 bis 74 1321 wurden 1938 von der Lübeck-Büchener Eisenbahn übernommen, wo sie die Nummern 132 bis 142 getragen hatten. Fünf dieser Lokomotiven waren nach dem Vorbild der 1’B1’-Stromlinienlokomotiven ebenfalls mit einer Stromlinienverkleidung versehen. Die Verkleidungen wurden 1948 wieder entfernt; am tropfenförmig auslaufenden Kohlekasten waren diese Maschinen später noch erkennbar.

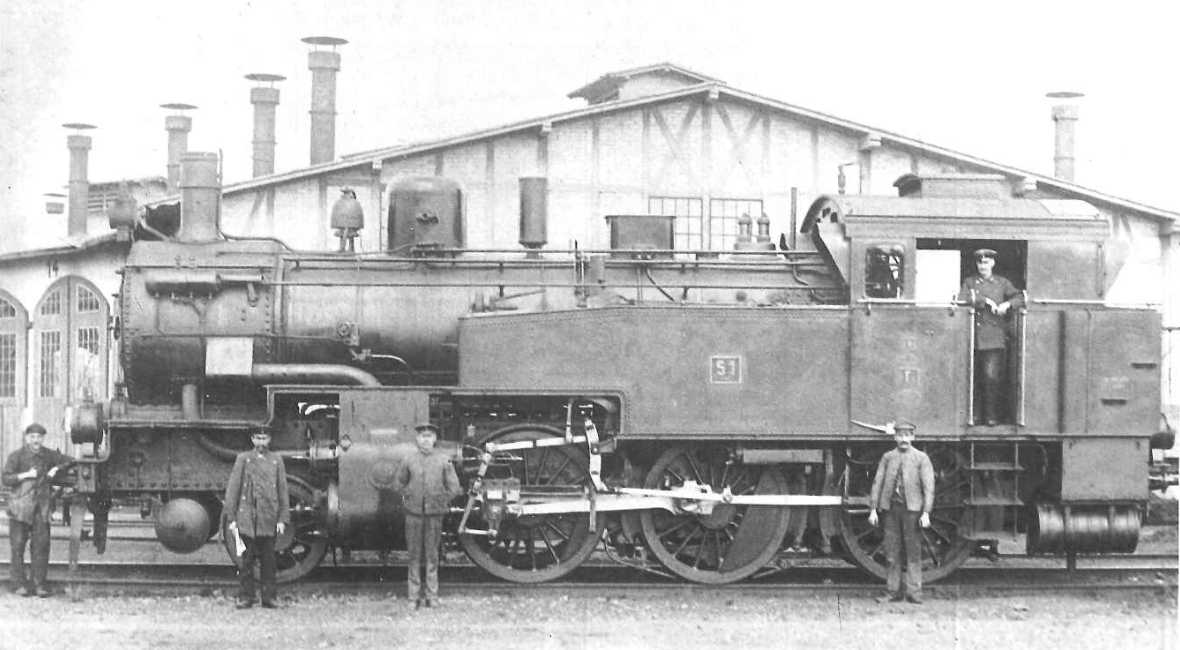
74 6776 als HBE 51 (vor 1949)

Nach Ende des Zweiten Weltkrieges verblieb die 74 498 in Österreich. Die ÖBB reihten sie als 674.498 in ihren Fuhrpark ein. Die Maschine war in Wien eingesetzt, entgleiste am 3. Juli 1954 und wurde danach verschrottet (offizieller Ausscheidungstag: 23. Mai 1955).
In Polen verblieben 84 Maschinen, die wieder die Bezeichnung OKi2 erhielten und deren letzte 1971 aus dem aktiven Dienst ausschied.
Im Jahr 1950 übernahm die Deutsche Reichsbahn in der DDR vier von der Halberstadt-Blankenburger Eisenbahn beschaffte Lokomotiven als 74 6776–6779. Bei der Deutschen Bundesbahn wurde die Ausmusterung dieser Baureihe 1966 abgeschlossen, bei der Deutschen Reichsbahn 1968.

## Konstruktive Merkmale und Leistungsvermögen
Die Lokomotiven wurden auf einem genieteten Blechrahmen, den man zugleich als dritten Wasserkasten ausbildete, aufgebaut.
Den gleichfalls genieteten Langkessel (bis 1907 mit Flammrohrüberhitzer, danach in der Ausführung mit Rauchrohrüberhitzer Bauart Schmidt) fertigte man aus drei Schüssen, wobei der Dampfdom mit dem Regler auf dem ersten Schuss montiert wurde. Die Rauchkammer erhielt in für preußische Heißdampfloks typischer Art einen größeren Durchmesser als der Langkessel. Die zwischen die Rahmenwangen eingezogene Feuerbüchse wurde wie seinerzeit üblich aus Kupfer gefertigt.
Das Zweizylinder-Heißdampf-Triebwerk (mit Heusinger-Steuerung und Hängeeisen, ab 1912 mit Kuhnscher Schleife) wurde nicht unterhalb des Schornsteins, sondern weit zurückliegend zwischen Laufradsatz und erster Kuppelachse angeordnet. Die Platzierung machte die auffallend langen Ein- und Ausströmrohre der Dampfmaschine erforderlich. Als Treibradsatz dient der zweite Kuppelradsatz.
Beim Laufwerk wurden der Laufradsatz und der erste Kuppelradsatz als Krauss-Helmholtz-Gestell ausgeführt. Die beiden anderen Radsätze wurden fest im Rahmen gelagert.
Die Baureihe T 12 konnte eine Wagenzugmasse von 295 t in der Ebene mit 75 km/h ziehen. Auf einer Steigung von sechs Promille konnten 285 t noch mit 50 km/h befördert werden.

## Erhaltene Loks

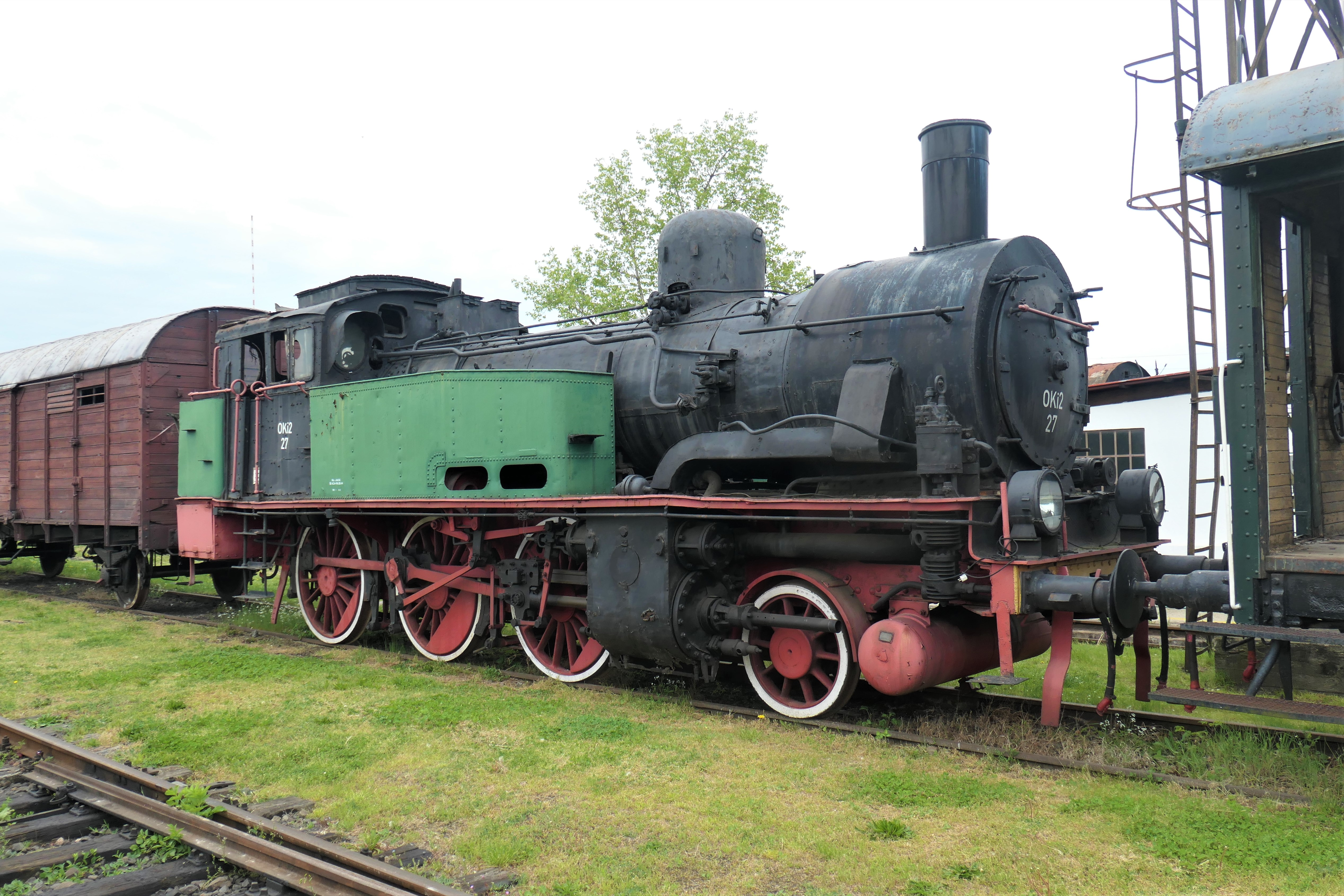
PKP Oki2-27, ehemalige 74 1234 im Eisenbahnmuseum Jaworzyna Śląska (2023)

Erhalten geblieben sind drei Lokomotiven: die 74 1192 im Eisenbahnmuseum Bochum und die 74 1230 bei den Dampflokfreunden Berlin (Eigentümer: DB Museum) (beide siehe Bilder) in Deutschland sowie die ehemalige 74 1234 im Museum für Eisenbahnwesen in Schlesien in Polen, welche dort der Baureihe OKi2 zugeordnet wurde. 74 1192 ist seit 1992 abgestellt; sie benötigt einen neuen Kessel.